# Igralište za golf
Igralište za golf područje u prirodi gdje se igra golf. Stoga je posebna vrsta športskog objekta na nekoliko desetaka hektara obraslima različitim travama i / ili stablima.
Igralište za golf sastoji se od nekoliko različitih dijelova koji imaju različite vrste trava.
- Rough-područje "divlje trave" izvan igre
- Semi-rough
- Fairway-trava duljine obično od 0,5 do 2 cm.
- Green-područje vrlo kratka trave (manje od 5 mm).
- Tee-područje počinje na početku svake rupe.

## Ekološki aspekti
Ovisno o lokaciji, obliku i vrsta mjera održavanja igrališta, stanje ekološke bilance može biti pozitivno ili negativno. Na jednom kraju ljestvice nalaze se igrališta u skladu s ekološkom orijentacijom. Drugu krajnost mogu činiti igrališta za golf na područjima gdje oni čine organski strano tijelo i neumjerenu potrošnju resursa (primjerice vode) ili uvođenje neendemskih biljaka, trave, te intenzivno rabljenje pesticida, te predstavljaju opasnost za okoliš.
Pogotovo u zemaljama u razvoju golf turizam može predstavljati ekološki problem kad se primjerice za izgradnju igrališta za golf protjeruju lokalni poljoprivrednici ili kad se ugrožava lokalna opskrba vodom i sječu šume.

### Rabljenje pesticida
Poznati su slučajevi gdje su pesticidi i gnojiva na igralištima za golf rabljeni po "standardnom receptu" gotovo preventivno. U posljednjih nekoliko godina počeo je proces promišljanja tako da se ti resursi sada rabe po potrebi. Ekolozi tvrde da pesticidi i gnojiva dolaze preko podzemnih voda i kukaca u hranidbeni lanac.
Prema istrazi britanskog Central Science Laboratoryja (britanski državni institut za istraživanje) pronađeno je 1994. i 1995. da se u prosjeku rabi 0,4 kg na travnjacima za golf. Za usporedbu: na površinama za kukuruz rabi se 3,8 kg po hektaru). Gledajući na oko 2% igrališta za golf rabi se 15 kg po hektaru. Za usporedbu: za krumpir je potrebno 11,7 kg i 12,5 kg u voćnjacima.

## Vanjske poveznice
- GolfClubAtlas, Atlas igrališta za golf, engl.
- GolfWorldMap.com, Satelistki snimci i fotografije igrališta za golf